# 마리아나 데 라 노체
《마리아나 데 라 노체》(스페인어: Mariana de la noche)은 2003년 방영된 멕시코의 텔레노벨라이다.